# Cibuntu (Cigandamekar)
Cibuntu is een bestuurslaag in het regentschap Kuningan van de provincie West-Java, Indonesië. Cibuntu telt 2332 inwoners (volkstelling 2010).